# Kriegsrohstoffabteilung

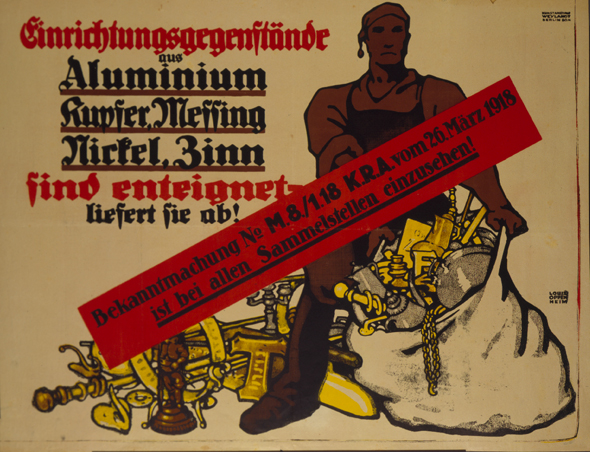

Il Kriegsrohstoffsabteilung (in sigla KRA), era l'"ufficio per l'approvvigionamento delle materie prime di guerra", creato da Walther Rathenau nell'agosto 1914 a Berlino, presso gli uffici del Ministero della Guerra, allo scopo di coordinare le iniziative e gli sforzi volti a prevenire un paventato rapido esaurimento delle materie prime necessarie alla conduzione del conflitto imminente. 
Il KRA costituì a tutti gli effetti il primo esperimento su vasta scala di organizzazione dell'economia in un paese all'avanguardia dello sviluppo industriale, esperimento che si basò largamente su una economia già caratterizzata dall'ampia diffusione di trusts e cartelli. Questi ultimi, riorganizzati e posti sotto la supervisione di funzionari governativi, fornirono a Rathenau lo strumento operativo per organizzare l'economia in vista dello sforzo bellico. Ad essi era demandato il compito di razionalizzare il reperimento, la distribuzione e l'impiego delle materie prime, se necessario chiudendo o ristrutturando interi rami d'industria. 
Dopo la guerra, nel clima politicamente incandescente dei primi anni della repubblica di Weimar, il programma di socializzazione delle industrie fu sostenuto da Rathenau nell'ambito della cosiddetta "Commissione per la socializzazione", in cui sedevano i rappresentanti delle parti politiche e sociali, e dove Rathenau - esponente del DDP (Partito Democratico Tedesco) - trovò un inaspettato e vigoroso appoggio nel socialdemocratico Wissel. Le idee di Rathenau al riguardo contemplavano non tanto una collettivizzazione o una statalizzazione, quanto un forte coinvolgimento dei soggetti economici, l'imprenditore e i lavoratori, nella gestione dell'impresa. La sua dottrina economica si sviluppa a partire da una critica serrata agli "sprechi" prodotti dal libero mercato e al predominio di capitalisti-"lanzichenecchi", e approda alla soluzione di un "governo dell'offerta", piuttosto che della domanda, in cui il ruolo dei cartelli e dello Stato - in evidente contrasto con le teorie economiche classiche, ma in sintonia con l'idea marxiana di "capitalismo di stato" - diventa decisivo. La Commissione si risolse in un nulla di fatto e, passato il clima rivoluzionario, fu sciolta; tuttavia alcune idee di Rathenau saranno alla base del modello di co-gestione dell'impresa, ampiamente sviluppato nel diritto societario tedesco del secondo dopoguerra.
L'esperimento del KRA di Rathenau di costruzione di una economia organizzata fu peraltro attentamente studiato da Lenin e dagli economisti sovietici che ne fecero dichiaratamente il prototipo e modello del loro programma di socializzazione dell'economia. Negli scritti di Lenin e Gramsci si trovano, sia pure incidentalmente, significativi riconoscimenti a Rathenau per il suo ruolo di "pioniere" della socializzazione dell'industria; al contrario, egli fu spesso stigmatizzato da economisti di scuola liberale e in patria apostrofato dai colleghi industriali come "cripto bolscevico".